# Ove Ramel Sehested
 Der er flere personer med dette navn, se Ove Ramel Sehested (officer).
Ove Ramel Sehested (også Ratnel, Rammel) (13. marts 1757 i Nannestad, Norge – 21. oktober 1838 i København) var en dansk gehejmestatsminister.
Ramel Sehested var en søn af generalmajor Frantz Vilhelm Sehested og dennes 1. hustru. Han fødtes i Norge 13. marts 1757, studerede dels ved Sorø Akademi, dels ved Christian-Albrechts-Universität i Kiel og blev 1775 juridisk kandidat. Efter derpå at have foretaget en længere udenlandsrejse indtrådte han 1778 som auskultant i Økonomi- og Kommercekollegiet, hvor han 1781 blev kommitteret og 1784 deputeret. Ved sin ubestridelige dygtighed, sin store arbejdsomhed og den levende interesse, hvormed han omfattede sin embedsgerning, blev han en væsentlig støtte for Ernst Heinrich Schimmelmann, og da dennes kræfter i stedse stigende grad beslaglagdes på det egentlige finansielle område, fik han året 1804 – dog uden at opgive stillingen som kommerceminister – broderparten af sine forretninger tillige med titelen som 1. deputeret i Kollegiet overdraget til Sehested, som nu i alle sager, der ikke var af indgribende finansiel eller økonomisk betydning, havde umiddelbart referat til regenten.
Den mere fremskudte stilling, Sehested således kom til at indtage, benyttede han bl.a. til med energi at arbejde for den danske industris og handels udvikling. Han fandt i så henseende et åbent øre hos kronprinsen, hvis bevågenhed han ved sin jævne, naturlige og tillidvækkende optræden i høj grad vandt og bevarede til det sidste. Ved Schimmelmanns afgang i slutningen af 1813 blev han således præsident for Økonomi- og Kommercekollegiet, og året efter overtog han tillige midlertidig præsidiet for det vestindisk-guineiske Rente- og Generaltoldkammer. Da der 1816 af de nævnte kollegier dannedes et Generaltoldkammer- og Kommercekollegium, stilledes han i spidsen for dette, og 1824 blev han tillige medlem af Gehejmestatsrådet. Desuden udnævntes han, der 1803 havde fået det hvide bånd, 1808 til Ordensceremonimester ved Elefant- og Dannebrogsordenerne, 1826 til Elefantridder og til skatmester ved de nævnte ordeners kapitel og 1828 til vicekansler ved samme.
Endvidere var han i en længere årrække fra 1789 medlem af Kommissionen for Hovedstadens Forsyning med Levnedsmidler, fra 1792 af den ekstraordinære Finanskommission, fra 1814-31 af den afrikanske konsulatsdirektion og fra 1822-31 af Kvægsygekommissionen. 1774 var han blevet så vel hof- som kammerjunker, 1790 kammerherre og 1811 gehejmekonferensråd. 1831 fik han sin ansøgning om at entlediges fra samtlige sine embeder bevilget, ledsaget af kongens tak for hans lange og udmærkede tjeneste. Endnu skal det anføres, at han 1789 var medstifter af Selskabet for Naturhistorien, og
at han sammen med Niels Tønder Lund ejede en berømt insektsamling, der 1810 købtes af Staten. Han døde ugift 21. oktober 1838.
Han er begravet i Sorø Klosterkirke. Der findes malerier af Hans Hansen, af P. Coopmann 1832 (Frederiksborgmuseet, forhen på Løvenborg). Silhouet (Frederiksborgmuseet).